# Волма (Дзержинский район)
Волма (бел. Во́лма) — агрогородок в Дзержинском районе Минской области Белоруссии. В составе Путчинского сельсовета. До 2013 года был центром Волменского сельсовета.
Волма — древнее местечко исторической Минщины.

## География
Расположен в 14 км восточнее посёлка Ивенец, в 22 км к северо-западу от Дзержинска. в 41 км к западу от центра Минска, в 32 км от железнодорожной станции Койданово, около шоссе Дзержинск — Ивенец. На границе со Воложинским районом.
Волма связана местными дорогами с Ивенцом и окрестными деревнями.

### Гидрография
У агрогородка начинается река Волма, приток Ислочи.

## История

### Великое Княжество Литовское

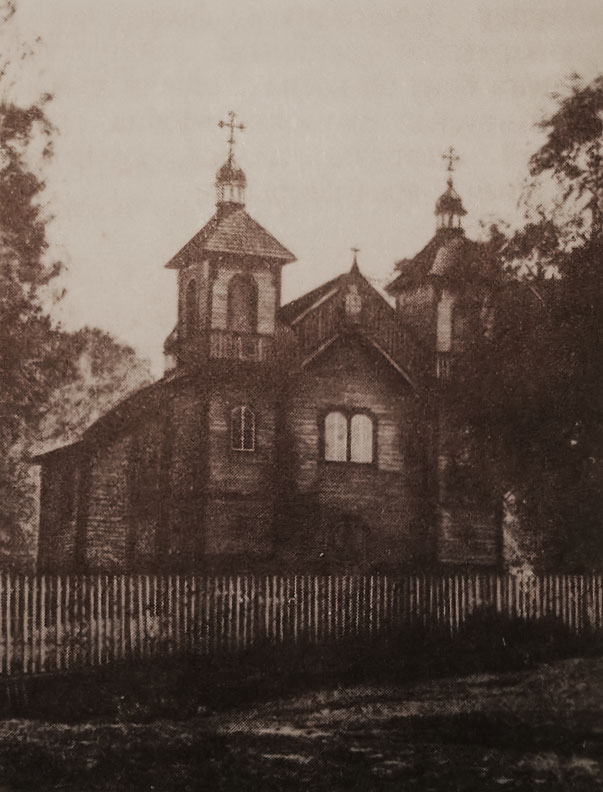
Костёл Упокоения Найсв. Девы Марии. Около 1900 г.

Впервые Волма упоминается во второй половине XV века как владение Войтеха Монивида. В 1472 году здесь существовал костёл, относившийся к Виленскому епископству. В 1563 году Волма находилась во владении Альберта Гаштольда. Согласно административно-территориальной реформе (1565-1566) местность вошла в состав Минского уезда Минского воеводства.
В 1581 году Волма получила статус местечка. По состоянию на 1620 год здесь было 55 дворов. В течение XVII—XIX вв. Волма находилась во владении Володковичей, Филипповичей, Ваньковичей. В 1751 году в местечке построили новый деревянный костёл — католический храм Успения Девы Марии.

### В составе Российской империи
В результате второго раздела Речи Посполитой (1793) Волма оказалась в составе Российской империи, в Минском уезде Минской губернии. В начале XIX века на северной окраине местечка, на берегу реки Волмянка сформировалась усадьба с парком, принадлежавшим Ваньковичам. В 1864 году открылась приходская школа (13 учеников — 10 мальчиков, 3 девочки). По состоянию на 1861-1866 гг. — 14 дворов; на 1886 год — 4 двора. Здешний костёл переделан в церковь Московского патриархата.

### Настоящее время
25 марта 1918 года согласно Третьей Уставной грамоте Волма провозглашалась частью Белорусской Народной Республики. С 1 января 1919 года в соответствии с постановлением I съезда КП(б) Беларуси она вошла в состав Советской Белоруссии.

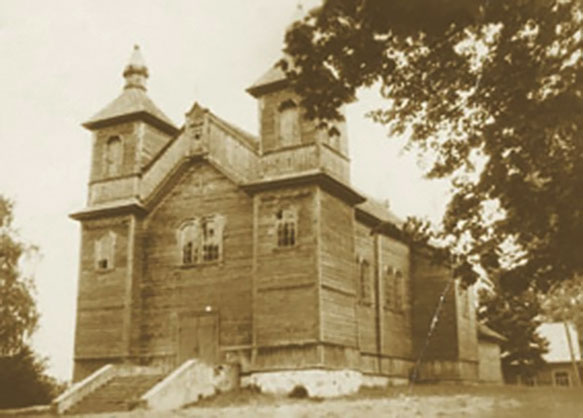
Костёл. Около 1939 года

Согласно Рижскому мирному договору (1921) Волма оказалась в составе межвоенной Польской Республики, где стала центром гмины Столбцовского уезда Новогрудского воеводства.
В 1939 Волма вошла в БССР, где 12 октября 1940 стала центром сельсовета с 25 декабря 1962 года Столбцовского, с 6 января 1965 года Воложинского, с 12 августа 1970 года Дзержинского районов. Статус поселения — преобразовано в деревню. По состоянию на 1970 год здесь было 102 двора, на 1992 год — 113 дворов, на 1 января 2004 года — 76 дворов.
В начале 1980-х годов Успенский храм разобран, на его месте в 2004 году построен кирпичный католический храм Св. Иоанна Крестителя.
23 марта 2010 года деревня Волма преобразована в агрогродок. 18 марта 2011 года в границы агрогородка включена упразднённая деревня Зуевка Волменского сельсовета. До 28 июня 2013 года агрогородок входил в состав и являлся административным центром Волменского сельсовета.

## Население
- 1865 год — 93 человек
- 1886 год — 36 человек
- 1921 год — 298 человек[6]
- 1970 год — 277 человек
- 1992 год — 354 человек[7]
- 2004 год — 115 человек[8]
- 2009 год — 164 человек (перепись населения)
- 2025 год — 29 человек

## Инфраструктура
- Дом культуры
- Средняя школа
- Библиотека
- Отделение почтовой связи
- Филиал Международного государственного экологического института имени А. Д. Сахарова

На базе старинной усадьбы Волма Дзержинского района Международный государственный экологический университет имени А.Д. Сахарова создал учебно-научный комплекс «Международный экологический парк «Волма». Это своего рода демонстрационная площадка возобновляемых источников энергии, к которым относятся солнце, ветер, биомасса и энергия рек.
- Ресурсный центр “ЭкоТехноПарк-Волма”[9]

## Культура
- Дом культуры

## Достопримечательности
- Усадебно-парковый комплекс Ваньковичей (XIX век), в стиле классицизма. Памятник архитектуры. Усадебный дом ныне принадлежит ЭкоТехноПарку-Волмы (с 2018 года, до этого был имя Сахарова). Помимо усадебного дома сохранились служебный корпус, флигель-кухня, руины часовни и парк.
- Католический храм св. Иоанна Крестителя (2003)

### Утраченное наследие
- Костёл Упокоения Найсв. Девы Марии (1751)

## Галерея

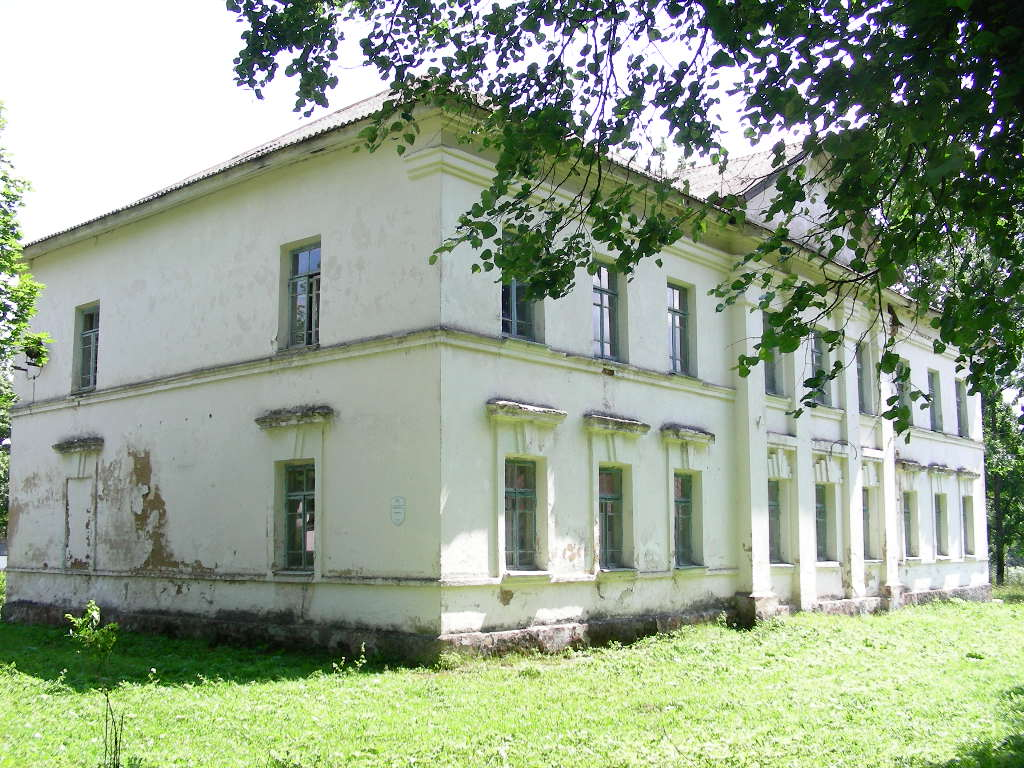
Усадьба Ваньковичей
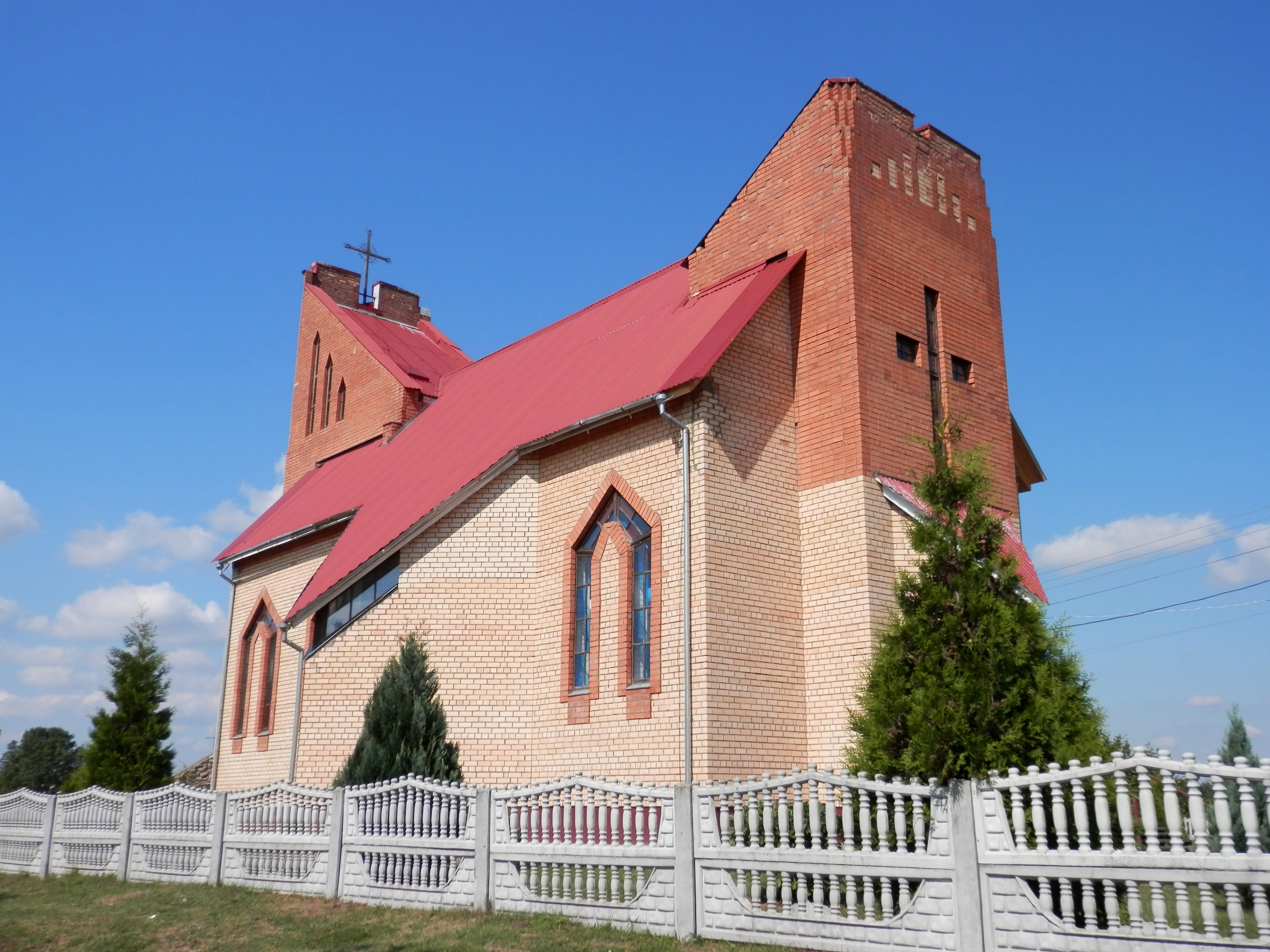
Католический храм св. Иоанна Крестителя
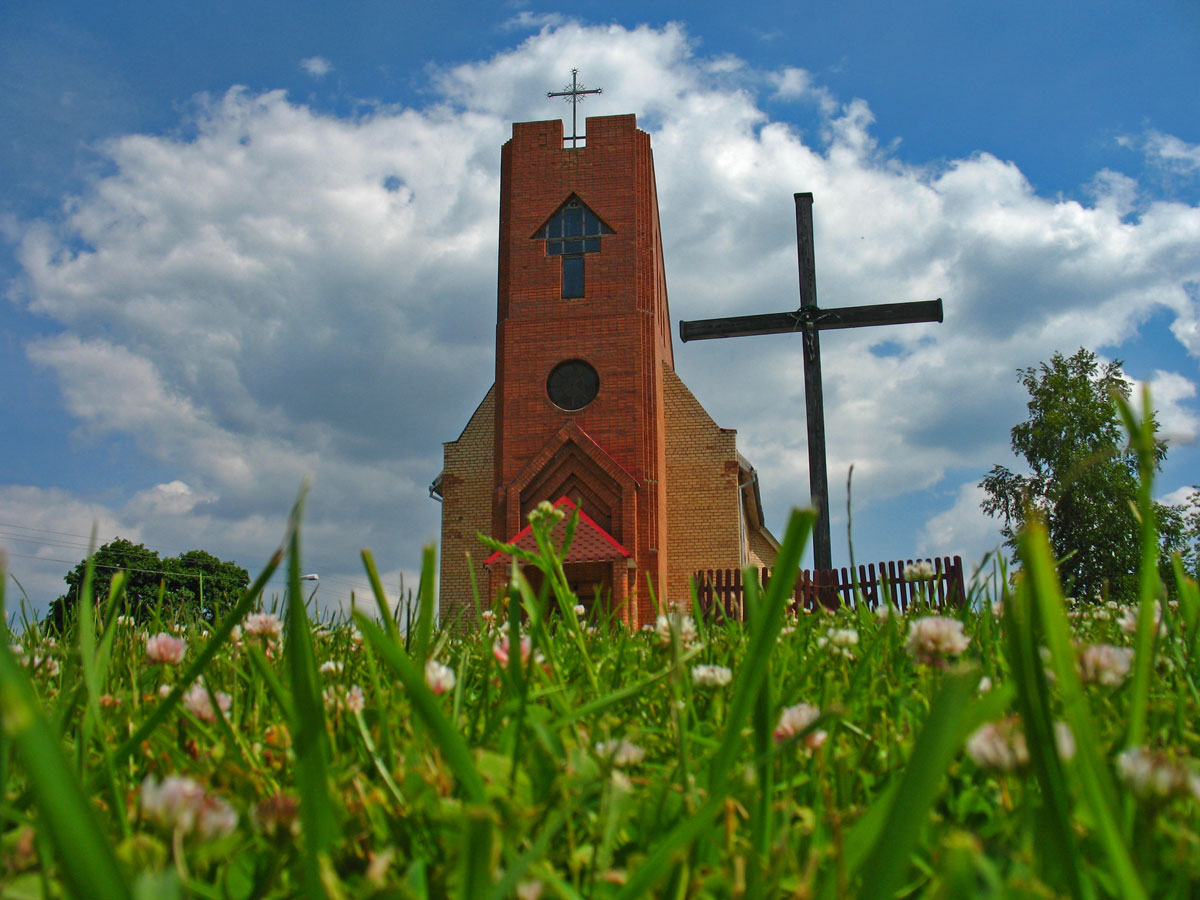
Католический храм св. Иоанна Крестителя
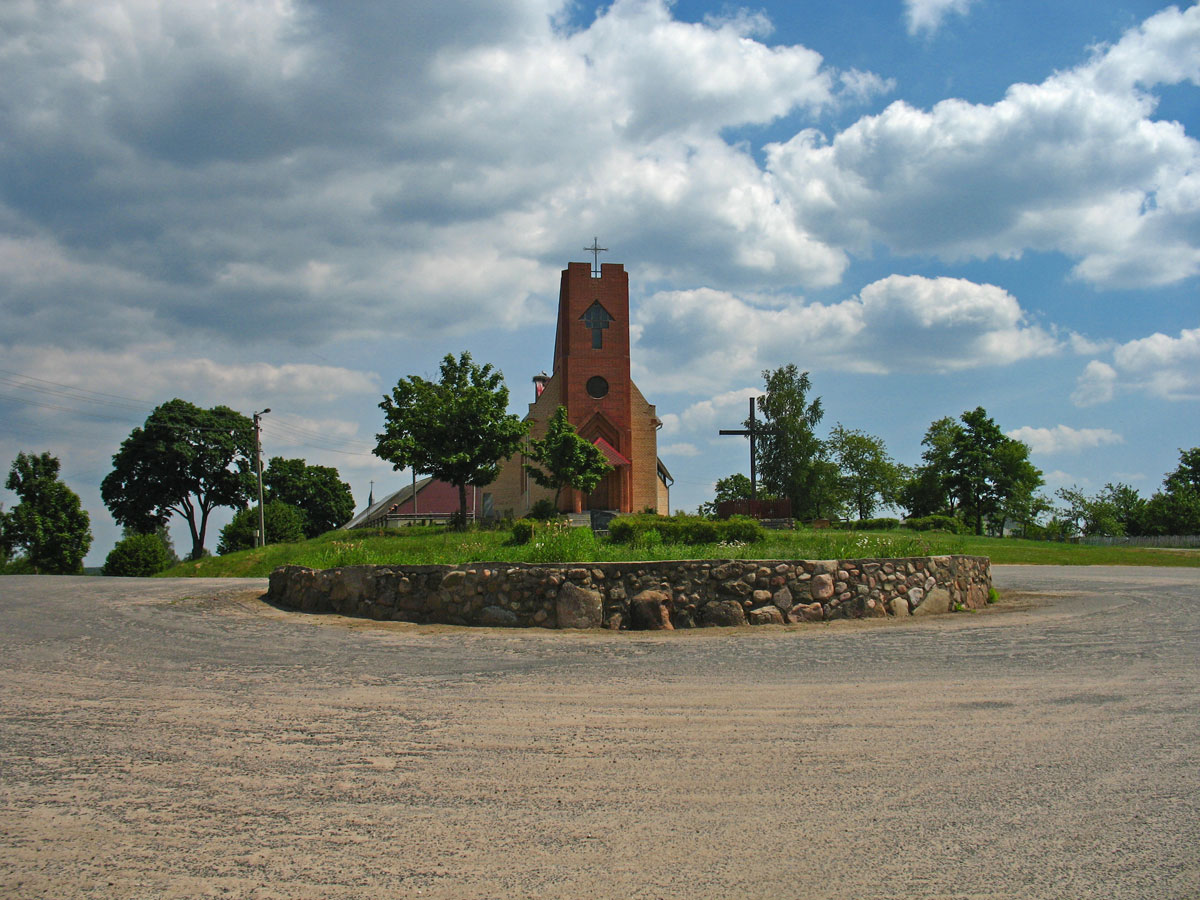
Католический храм св. Иоанна Крестителя
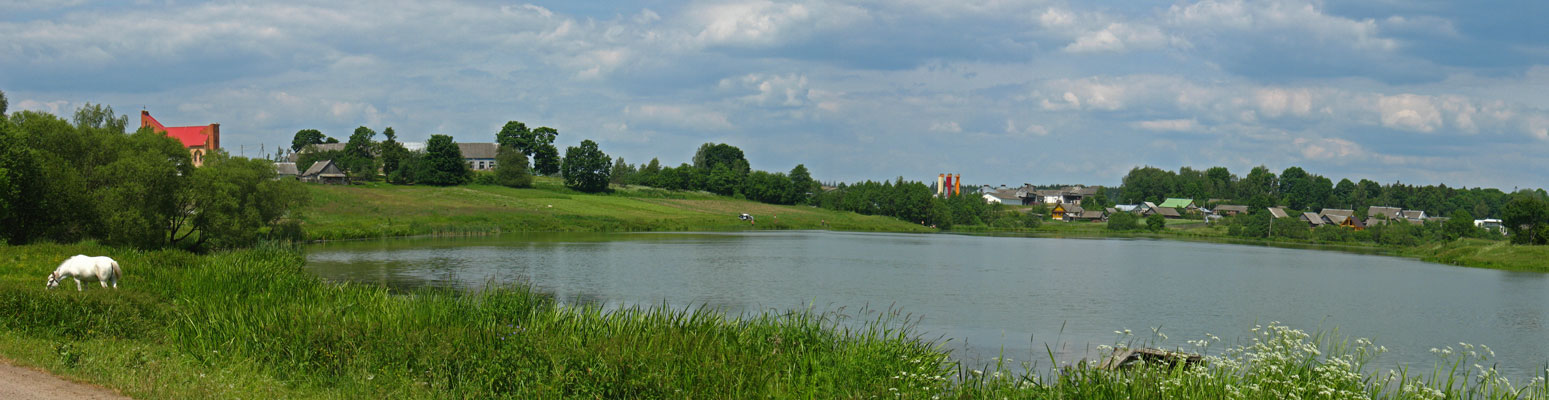
Панорама
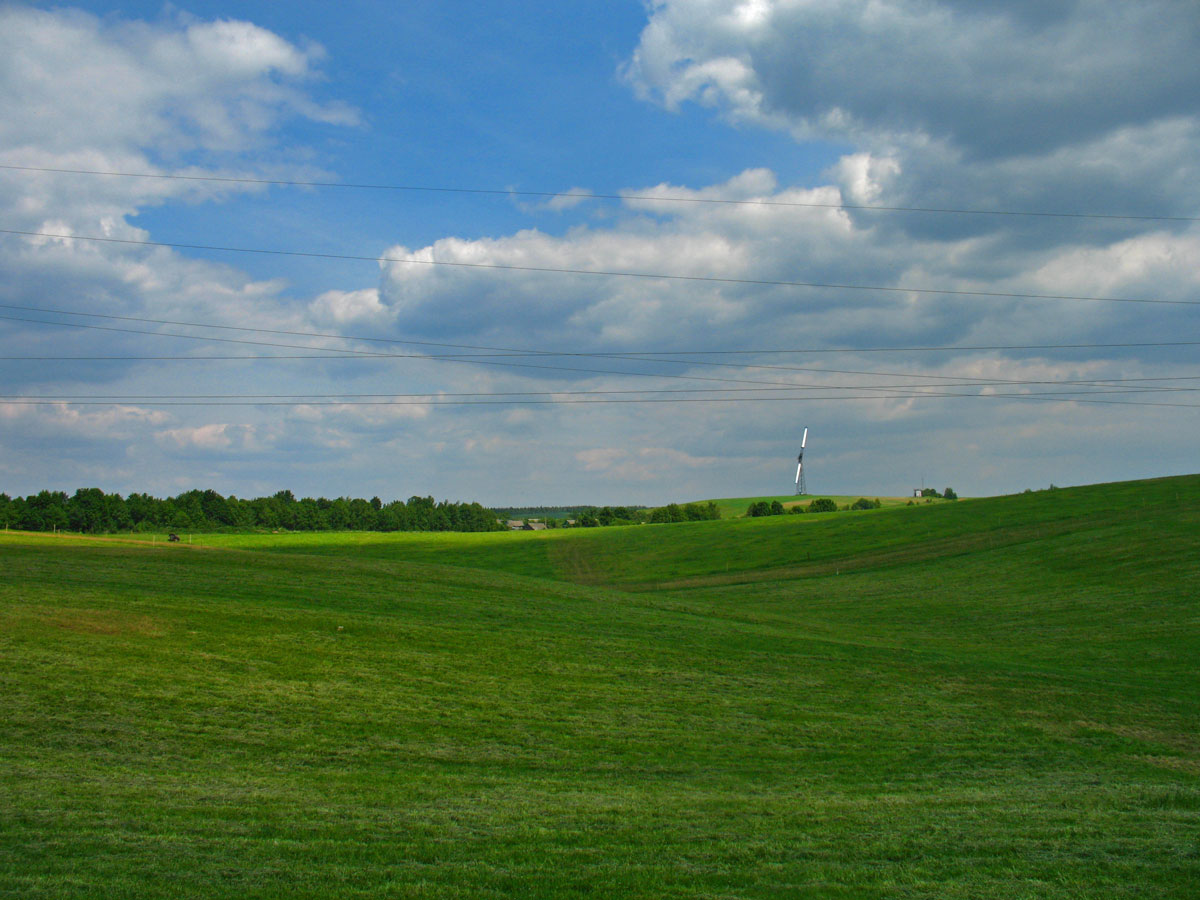
Ветряк

## Известные уроженцы
- Станислав Степанович Рудович (род. 1959) — белорусский историк